# Harald Hjalmarson
Harald Ossian Hjalmarson, född 14 juli 1868 i Stockholm, död 16 december 1919 i Uppsala (självmord), var en svensk militär som tjänstgjorde i den svenska armén,  persiska gendarmeriet och den finska armén.

## Biografi
Hjalmarson var son till kapten Hjalmar Andersson och Hildegard Richnau. Vidare var han sonson till teaterdirektören Oscar Andersson och sonsons son till spelhusvärden Anders Ahrengren. Han tog officersexamen 1889 och blev samma år underlöjtnant vid Norra skånska infanteriregementet (I 24) 1889. Han gick i kadettskola 1892–1894. Från 1911 var han överste och chef för det persiska gendarmeriet. Dessa styrkor bestod av sex regementen, två som var förlagda nära Teheran och fyra som bevakade karavanvägarna. Styrkorna leddes av 36 svenska officerare och bestod av sammanlagt 8 900 man. År 1913 befordrades han till general.
Under sin frånvaro hade Hjalmarson i Sverige befordrats till major 1913, överstelöjtnant 1916 vid Värmlands regemente (I 22) och vid Upplands regemente (I 8) 1917, samt erhöll avsked 1918. År 1918 blev Hjalmarson chef för den svenska brigaden vid inbördeskriget i Finland. I sina memoarer delger han inställningen till krigsdeltagandet:
| ” | Det är i ljuset av denna förgätenhet av vårt ädlaste pliktbud och mot bakgrunden av hjärtats bjudande imperativ för ett folk, som ej glömt sin forntid, som man har att se enskilda svenskars frivilliga deltagande i Finlands frihetsstrid. Det var ett uttryck av brinnande harm mot det officiella Sveriges likgiltighet, och än mera mot de mäktiga händer, som lade hinder i vägen för dem, vilka verkligen ville hjälpa i en kamp, som borde hava varit allas, men blev blott ett fåtals. | „ |
| – | |   |

Efter striderna i Tammerfors avrättade han egenhändigt fyra krigsfångar som kapitulerat.
År 1919 återinträdde han i svensk tjänst som överstelöjtnant vid Norrbottens regemente (I 19) och transporterades samma år till Vaxholms grenadjärregemente (I 26).

## Privatliv
Hjalmarson gifte sig den 21 december 1897 i Helsingborg med Blenda Sofia Lindberg, född 20 september 1872 i Malmö S:t Petri församling, död 29 maj 1955 i Fleninge, dotter till handlaren Karl Johan Lindberg och Emma Mertelmeije. Hjalmarson begick självmord (sköt sig) 1919, möjligen med samma pistol med vilken han avrättat fångar i finska inbördeskriget. Han var far till Jarl Hjalmarson.

## Utmärkelser
- Riddare av första klassen av Svärdsorden, 1910.[7]
- Riddare av Nordstjärneorden, 1914.[8]
- Andra klassen av Persiska Lejon- och solorden, tidigast 1910 och senast 1915.[9][10]
- Tredje klassen av Kinesiska Gyllene skördens orden, tidigast 1915 och senast 1918.[10][11]
- Riddare av Franska Hederslegionen, 1908.[12][13]
- Persisk Officier de l'Instruction Publique, tidigast 1910 och senast 1915.[9][10]